# Tratado de Cardis

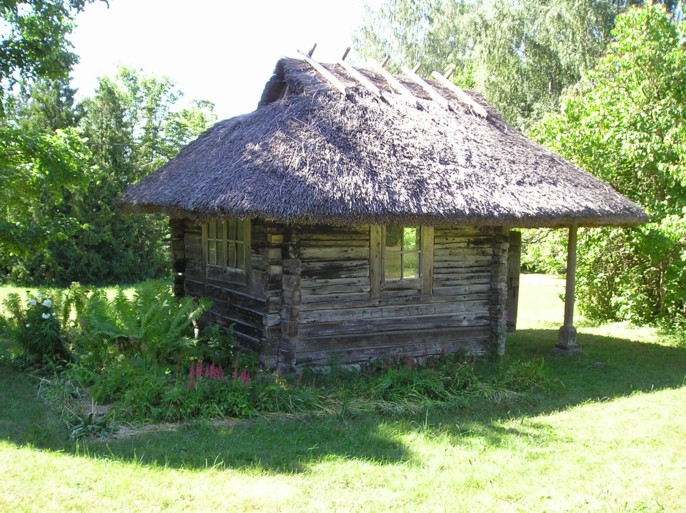
La cabaña cerca de la mansión de Kärde (Cardis) donde según la tradición se firmó el tratado.

El Tratado de Cardis fue un acuerdo de paz que firmaron Rusia y Suecia en 1661 y que puso fin a la guerra que los dos países disputaron entre 1656 y 1658. Se rubricó en la mansión de Cardis (luego Kärde) en Estonia. Los firmantes estipularon que Rusia cediese a Suecia todos los territorios que había ocupado durante la contienda y que destruyese los barcos que había construido en Kokenhusen para el infructuoso asedio de Riga (fabricados en los astilleros fundados por el boyardo Afanasi Ordín-Nashchokin). En cuanto a las disposiciones territoriales, siguieron lo plasmado en el Tratado de Stolbovo.